# 파푸아 준주
파푸아 준주는 1883년부터 1975년까지 뉴기니섬의 남동부 1/4을 포함했다. 1883년, 퀸즐랜드 식민지 정부는 이 영토를 대영 제국에 합병했다. 영국 정부는 합병을 비준하지 않았지만 1884년에 이 영토에 대해 보호령을 선포했으며, 당시에는 영국령 뉴기니라고 불렸다. 전체 영토가 영국에 합병된 정확한 날짜에 대해서는 어느 정도 모호함이 있다. 1905년 파푸아법은 이 사건이 1888년 9월 4일 "경"에 발생했다고 언급한다. 1902년 3월 18일, 이 준주는 오스트레일리아 연방의 권한 아래 놓였다. 파푸아라는 이름으로 이 준주를 수락하는 오스트레일리아 의회의 승인 결의안이 통과되었다.
1949년, 이 준주와 뉴기니 준주는 파푸아 뉴기니 준주라는 이름으로 행정 연합을 이루었다. 이 행정 연합은 1971년에 파푸아뉴기니로 이름이 변경되었다. 행정 연합의 일부였음에도 불구하고, 파푸아 준주는 항상 별개의 법적 지위와 정체성을 유지했다. 파푸아는 영국 왕실의 소유지였던 반면, 뉴기니 준주는 처음에는 국제연맹 위임통치 영토였고 나중에는 유엔 신탁통치 영토였다. 이러한 법적, 정치적 구분은 1975년 파푸아뉴기니의 독립까지 유지되었다.
파푸아는 오늘날 파푸아뉴기니의 남쪽 절반을 구성했으며, 당시 준주의 수도였던 포트모르즈비를 포함했는데, 이곳은 나중에 독립 국가의 수도가 되었다.

## 역사

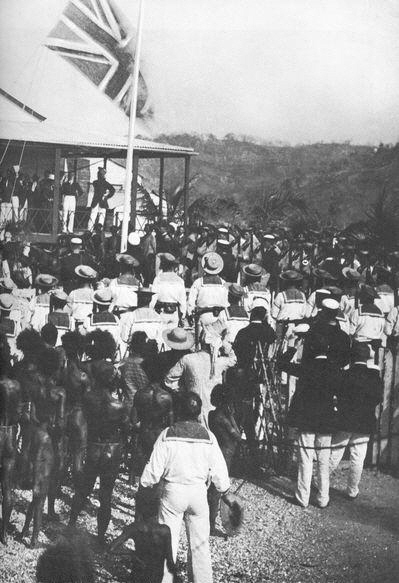
1883년 퀸즐랜드가 뉴기니 남부를 합병한 후 영국 국기가 게양되고 있다.

### 배경
고고학적 증거에 따르면 인간은 최소 6만 년 전에 뉴기니에 도착했다. 이 멜라네시아 사람들은 석기 도구와 농업을 발전시켰다. 16세기 초에 남태평양을 항해하던 포르투갈과 스페인 항해사들이 뉴기니 해역에 진입했으며, 1526-27년에 돈 조르제 드 메네세스가 지역 주민들이 "파푸아"라고 부르던 주요 섬을 발견했다. 1545년, 스페인 사람 이니고 오르티스 데 레테스는 섬 주민들이 아프리카의 기니 지역에서 발견된 사람들과 유사하다고 보아 섬에 "뉴기니"라는 이름을 붙였다. 이러한 초기 만남 이후 몇 세기 동안 섬 내부에 대한 유럽의 지식은 미미했다.

### 합병
1883년, 퀸즐랜드의 총리 토머스 매컬레이스 경은 목요섬의 경찰 치안판사인 헨리 체스터 (1832-1914)에게 포트모르즈비로 가서 뉴기니 동쪽 절반을 합병하라고 명령했다. 합병의 이유는 알게마이네 차이퉁 기사에 나타난 독일이 이 지역을 합병하려는 명백한 관심이었다. 체스터는 1883년 4월 4일에 선포를 했지만, 영국 제국 정부는 이 합병을 승인하지 않았다. 영국 식민지 장관 더비 경은 퀸즐랜드 정부에 보낸 공문에서 그러한 행동은 영국 식민지로서의 퀸즐랜드의 헌법적 권한을 넘어선 것이라고 강조했다.
1884년 11월 6일, 오스트레일리아 식민지들이 재정 지원을 약속한 후, 이 영토는 영국의 보호령이 되었다. 1888년 9월 4일, 이 보호령은 인접한 일부 섬들과 함께 영국에 합병되었고, 총칭하여 영국령 뉴기니로 불렸다. 1902년에 파푸아의 영국령 부분은 사실상 새로운 오스트레일리아 연방의 권한으로 이관되었다. 1905년 파푸아 법이 통과되면서 이 지역은 공식적으로 파푸아 준주로 이름이 변경되었고, 오스트레일리아의 행정은 1906년에 공식적으로 시작되었다.
한편, 뉴기니의 북부 지역은 1884년부터 독일의 상업적 통제 하에 있었고, 1899년부터는 독일령 뉴기니의 식민지로, 당시에는 카이저빌헬름스란트로 알려진 독일 정부의 직접 통치를 받았다. 1914년 제1차 세계 대전 발발 시, 오스트레일리아는 1914년 9월 11일에 2000명의 오스트레일리아 해군 및 군사 원정군 자원병과 함께 카이저빌헬름스란트를 침공했다. 몇 차례의 교전 후, 오스트레일리아군은 독일 식민지를 성공적으로 점령했고, 전쟁 기간 내내 점령했다. 1919년 베르사유 조약은 독일령 뉴기니를 오스트레일리아로 이관했으며, 오스트레일리아는 이를 뉴기니 준주로 관리했다.

### 제2차 세계 대전

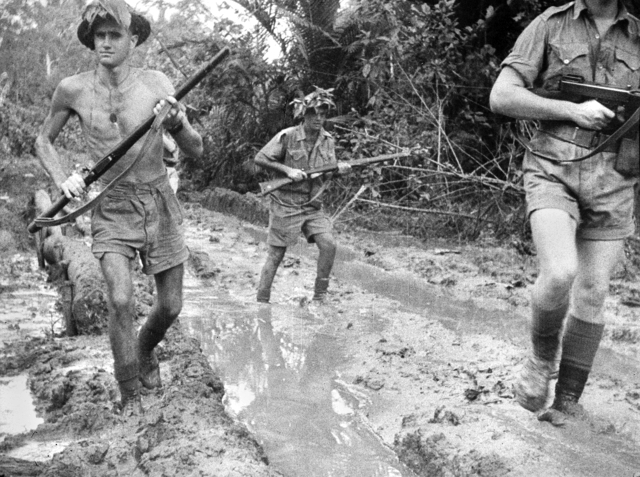
파푸아의 밀네만 주둔 오스트레일리아 병력. 오스트레일리아군은 1942년 8월~9월 밀네만 전투에서 일본 제국 육군에 제2차 세계 대전 중 첫 패배를 안겼다.

태평양 전쟁이 시작된 직후, 뉴기니섬은 일본에 의해 침공되었다. 파푸아는 가장 적은 영향을 받은 지역이었다. 당시 네덜란드령 뉴기니로 알려진 서파푸아의 대부분과 제1차 세계 대전 이후 오스트레일리아의 통치하에 있던 독일령 뉴기니인 뉴기니 준주의 상당 부분이 점령되었으나, 파푸아는 남쪽 위치와 북쪽의 거의 통행 불가능한 오언 스탠리 산맥으로 인해 크게 보호받았다. 전쟁 중 민간 행정은 중단되었고 두 지역(파푸아와 뉴기니)은 전쟁 기간 동안 계엄 상태에 놓였다.
뉴기니 전역은 1942년 뉴기니 준주의 뉴브리튼섬과 뉴아일랜드주 전투로 시작되었다. 준주의 수도인 라바울은 1월 22~23일 함락되었고, 일본군이 뉴기니 본토에 상륙하여 포트모르즈비와 오스트레일리아로 진격하는 주요 일본군 기지로 자리매김했다. 산호해 해전에서 미국 해군과 오스트레일리아 해군에 의해 해상 침공을 통한 포트모르즈비 점령 초기 시도가 좌절되자, 일본군은 코코다 트랙을 통해 북쪽에서 육상 공격을 시도했다. 1942년 7월부터 소수의 오스트레일리아 예비대대(대부분 매우 젊고 훈련되지 않은 병사들)가 험준한 오언 스탠리 산맥을 넘어 일본군의 공격에 맞서 완강한 후퇴 작전을 펼쳤다. 지치고 사상자로 인해 심하게 감소된 민병대는 파푸아인 운반원과 의료 보조원들의 도움으로 버텨냈고, 8월 말에는 지중해 전역에서 돌아온 제2차 오스트레일리아 제국군의 정규 병력에 의해 구원받았다.
1942년 9월 초, 일본 해병대는 파푸아 동쪽 끝 근처의 밀네만에 있는 오스트레일리아 왕립 공군 기지를 공격했다. 그들은 오스트레일리아군에 의해 격퇴되었고, 밀네만 전투는 제2차 세계 대전 중 일본 지상군의 첫 완전한 패배였다. 1943년~44년 파푸아와 뉴기니에서의 공세는 오스트레일리아군이 수행한 단일 연결 작전 중 가장 큰 규모였다. 작전의 총사령관은 미군 더글러스 맥아더 장군이었고, 오스트레일리아군 토머스 블레이미 장군은 계획에 직접 참여했으며, 작전은 기본적으로 포트모르즈비의 뉴기니군 사령부 직원들이 지휘했다. 1945년 일본의 항복까지 뉴기니에서는 대부분 오스트레일리아군과 뉴기니에 주둔한 일본 18군 사이에 치열한 전투가 계속되었다.

### 뉴기니와의 행정 통합
전쟁 후, 1949년 파푸아뉴기니법으로 파푸아 준주와 뉴기니 준주는 파푸아 뉴기니 준주가 되었다. 그러나 오스트레일리아 국적의 목적상 두 준주 간의 구분이 유지되었다. 이 법은 입법회 (1951년 설립), 사법 제도, 공공 서비스 및 지방 정부 시스템을 제공했다.
앤드루 피콕 오스트레일리아 해외 영토 장관의 지휘 아래, 이 준주는 1972년에 자치권을 획득했으며, 1975년 9월 15일, 오스트레일리아 휘틀럼 정부 임기 중, 이 준주는 독립 국가인 파푸아뉴기니가 되었다.

## 같이 보기
- 파푸아 식민지 수장 목록
- 히리 모투
- 파푸아뉴기니의 역사
- 퀸즐랜드주의 역사
- 오스트레일리아의 역사

## 추가 자료
- Dispela Kantri Bilong Mi, Nau! Queensland Annexes New Guinea, by Paul Dillon, ISBN: 9780994638168, 2023; and
- Queensland's contribution to the development of British New Guinea, by Paul Dillon, ISBN: 9781922815880, Connor Court Publishing, Brisbane 2023.
- Thomas Penberthy Fry (편집.). “Papua New Guinea - The Laws of the Territory of Papua 1888-1945 (Annotated) - Alphabetical Index of Subject Headings”. Pacific Islands Legal Information Institute.